# L'Espionne (film, 1926)
Pour les articles homonymes, voir L'Espionne.
Pour plus de détails, voir Fiche technique et Distribution.
L'Espionne (titre original : Three Faces East) est un film muet américain réalisé par Rupert Julian, sorti en 1926.
Le film met en vedette Jetta Goudal et Clive Brook. C'est l'adaptation d'une pièce de théâtre éponyme d'Anthony Paul Kelly créée à Broadway en 1918 sur les espions pendant la Première Guerre mondiale. Il a fait l'objet d'un premier remake en 1930 sous le même titre anglais (en français, Agent Z1 en version sonore par Roy Del Ruth),, et d'un second en 1940 intitulé British Intelligence Service, réalisé par Terry O. Morse.
L'action de l'histoire se déroule en France et en Grande-Bretagne.

## Synopsis
Comme le décrit une critique de magazine de cinéma, alors qu'il est prisonnier allemand, l'aviateur britannique Frank Bennett est soigné par Fräulein Marks, qui est en réalité Helen Hawtree des services de renseignement britanniques. Elle arrive en Angleterre et est envoyée chez les Bennett pour surveiller Bolke, un espion allemand, qui se présente comme le serviteur Valdar. Helen tombe amoureuse de lui mais reste fidèle à son pays. Ils se rendent dans une cave équipée d'une radio, Frank arrive et au cours d'un combat, Boelke est abattu. Après la guerre, Frank s'attend à un avenir heureux avec Helen.
L'un des moments forts du film est l'attaque de Londres par des dirigeables allemands Zeppelin et le tir défensif antiaérien britannique.

## Fiche technique
- Titre original : Three Faces East
- Réalisation : Rupert Julian
- Assistant de direction : Sterling Campbell (non crédité)
- Scénario : Monte Katterjohn (adaptation), C. Gardner Sullivan (adaptation), d'après la pièce de Anthony Paul Kelly
- Production : Cinema Corporation of America
- Photographie : J. Peverell Marley
- Montage : Claude Berkeley
- Musique : Hugo Riesenfeld
- Présentateur : Cecil B. DeMille
- Durée : 70 minutes
- Date de sortie :
  - États-Unis : 3 février 1926

## Distribution
- Jetta Goudal : Miss Hawtree / Fräulein Marks
- Robert Ames : Frank Bennett
- Henry B. Walthall : George Bennett
- Clive Brook : Valdar
- Edythe Chapman : Mrs. Bennett
- Clarence Burton : John Ames
- Ed Brady : Firking

## Conservation
Ce film est répertorié comme sauvé par les archives du Centre national du cinéma et de l'image animée à Bois-d'Arcy, France.